# سامرفیلد (تگزاس)
سامرفیلد (به انگلیسی: Summerfield) یک منطقهٔ مسکونی در ایالات متحده آمریکا است که در شهرستان کسترو، تگزاس واقع شده‌است. سامرفیلد ۱٬۲۰۰٫۰۱ متر بالاتر از سطح دریا واقع شده‌است.